# Geolycosa wrighti
Geolycosa wrighti är en spindelart som först beskrevs av James Henry Emerton 1912.  Geolycosa wrighti ingår i släktet Geolycosa och familjen vargspindlar. Inga underarter finns listade i Catalogue of Life.